# Tania Head
Tania Head (* angeblich 31. Juli 1973) ist Mitbegründerin und ehemalige Präsidentin des World Trade Center Survivors’ Network (WTCSN). Ende September 2007 musste sie die Organisation verlassen, da die Glaubwürdigkeit ihrer Überlebensgeschichte anlässlich der Terroranschläge am 11. September 2001 bezweifelt wurde.

## Leben und Wirken
Tania Head behauptete, dass sie sich im 78. Stock des Südturms des World Trade Centers befand, als Flug United-Airlines-Flug 175 genau in ihr Stockwerk flog. Sie wäre somit eine von nur 19 Überlebenden dieses Stockwerks einschließlich der darüber liegenden Ebenen gewesen. Sie behauptete ferner, dass ihr Verlobter oder Ehemann Dave im Nordturm gearbeitet habe und dort umgekommen sei.
Tania Head hat viele bewegende Vorträge über ihre angeblich persönlichen Erlebnisse vom 11. September gehalten. Sie war ebenfalls am Besucherzentrum Ground Zero aktiv. Honorare für ihre Auftritte in den Medien, so sagt sie, hätte sie stets dem WTCSN gespendet.
Im September 2007 veröffentlichte die New York Times einen Artikel, der ihre Glaubwürdigkeit ernsthaft in Zweifel zog. So sagten die Angehörigen von Dave, dass sie nie von ihr gehört oder entsprechende Unterlagen bei dem Verstorbenen gefunden hätten. Die Firma Merrill Lynch, für die sie vorgab, im World Trade Center gearbeitet zu haben, sagte, dass eine Tania Head nicht bei ihnen beschäftigt gewesen sei. Sie behauptete ferner, einen Abschluss der Harvard-Universität zu haben, der aber von der Universität nicht bestätigt wurde. Nach einer Meldung der spanischen Zeitung La Vanguardia war auch ihr Name falsch; sie stamme aus Barcelona und habe den Geburtsnamen Alicia Esteve Head.
Nachdem die Schwindeleien öffentlich bekannt wurden, zog sie weg von New York. Im Februar 2008 traf eine E-Mail von einem spanischen Account in den Postfächern der 500 Mitglieder des WTCSN ein, nach der Tania Head Selbstmord begangen hätte. Tania Head wurde jedoch am 14. September 2011 auf einer Straße in New York gesehen und gefilmt. Nach Medienberichten arbeitete sie ab 2011 bei einer Versicherungsgesellschaft in Barcelona. Als ihre Vorgesetzten die Geschichten über ihre Vergangenheit in New York erfuhren, wurde ihr gekündigt.

## Belege
1. ↑  WTCS Executive Board announcement vom 26. September 2007
2. ↑  The Amazing Untrue Story Of A Sept. 11 Survivor. In: npr. 26. März 2012, abgerufen am 16. Mai 2021 (englisch).
3. ↑  David W. Dunlap und Serge F. Kovalevski, The New York Times vom 27. September 2007 (Memento vom 11. September 2019 im Internet Archive)
4. ↑  Artikel aus der spanischen Zeitung La Vanguardia
5. ↑  Doku: Die Hochstaplerin von Ground Zero (Seite nicht mehr abrufbar, festgestellt im August 2025. Suche in Webarchiven)
6. ↑  Doku: National Geographic, Sendung vom 9. September 2012, "11. September – Das Opfer, das keines war."
7. ↑  Marta Forn:  Tania Head, impostora del 11-S, despedida de su empresa en Barcelona In: La Vanguardia, 11. Juli 2012. Abgerufen am 7. Januar 2013 (spanisch).

| Personendaten    | Personendaten                                                            |
| ---------------- | ------------------------------------------------------------------------ |
| NAME             | Head, Tania                                                              |
| KURZBESCHREIBUNG | Mitbegründerin und Präsidentin des World Trade Center Survivors’ Network |
| GEBURTSDATUM     | um 31. Juli 1973                                                         |